# Centropogon vittariifolius
Centropogon vittariifolius är en klockväxtart som beskrevs av Mcvaugh. Centropogon vittariifolius ingår i släktet Centropogon och familjen klockväxter. Inga underarter finns listade i Catalogue of Life.